# Stazione meteorologica di Lavello
La stazione meteorologica di Lavello è la stazione meteorologica di riferimento relativa alla località di Lavello.

## Coordinate geografiche
La stazione meteorologica è situata nell'Italia meridionale, in Basilicata, in provincia di Potenza, nel comune di Lavello, a 313 metri s.l.m. e alle coordinate geografiche 41°03′N 15°48′E.

## Dati climatologici
Secondo i dati medi del trentennio 1961-1990, la temperatura media del mese più freddo, gennaio, si attesta a +6,8 °C, mentre quella dei mesi più caldi, luglio e agosto, è di +25,2 °C .
| Lavello            | Mesi | Mesi | Mesi | Mesi | Mesi | Mesi | Mesi | Mesi | Mesi | Mesi | Mesi | Mesi | Stagioni | Stagioni | Stagioni | Stagioni | Anno |
| Lavello            | Gen  | Feb  | Mar  | Apr  | Mag  | Giu  | Lug  | Ago  | Set  | Ott  | Nov  | Dic  | Inv      | Pri      | Est      | Aut      | Anno |
| ------------------ | ---- | ---- | ---- | ---- | ---- | ---- | ---- | ---- | ---- | ---- | ---- | ---- | -------- | -------- | -------- | -------- | ---- |
| T. max. media (°C) | 9,5  | 11,7 | 14,1 | 18,3 | 22,7 | 28,0 | 30,9 | 30,9 | 26,8 | 20,6 | 15,5 | 12,0 | 11,1     | 18,4     | 29,9     | 21,0     | 20,1 |
| T. min. media (°C) | 4,0  | 5,0  | 6,6  | 9,5  | 13,0 | 17,1 | 19,6 | 19,5 | 17,1 | 13,3 | 9,6  | 6,7  | 5,2      | 9,7      | 18,7     | 13,3     | 11,8 |